# 伊藤博精
伊藤 博精（いとう ひろよし、旧字体：伊藤󠄁 博󠄁精󠄀、1899年〈明治32年〉5月3日 - 1962年〈昭和37年〉2月8日）は、大正から昭和前期の宮内官、政治家、華族。貴族院公爵議員。

## 経歴
宮内官・伊藤博邦（伊藤博文養嗣子、井上馨の甥）、たま夫妻の長男として生まれる。1922年（大正11年）東京農業大学を卒業。1923年（大正12年）三井合名会社に就職。その後、李王職御用掛、掌典などを務めた。父の死去に伴い1931年（昭和6年）7月1日、公爵を襲爵し貴族院公爵議員に就任。火曜会に所属して1947年（昭和22年）5月2日の貴族院廃止まで在任した。

## 親族
- 母：伊藤たま(多満子) - 高島嘉右衛門長女[1]
- 妻：伊藤ふく(福子) - 高橋是福二女、高橋是清孫[1]
- 長女：邦子(1926年4月7日生) - 西浦昌男夫人[5]
- 次女：雪子
- 長男：伊藤博雅(1929年11月10日生[5]) - 学習院を経て、明治乳業勤務[6]。
  - 妻：祥子(1938年1月23日～1979年10月7日) - 山家藩谷氏の子爵谷閑衛長女[5]
    - 孫：博子(1963年3月8日生) - 智明夫人[5]
    - 養孫：智明(1965年9月3日生) - 石井竹二三男[5]
    - 孫八重子(1965年4月28日生)[5]
- 三女：文子 - 千家達彦夫人[5]
- 四女：典子(1934年11月20日生) - 広瀬和栄夫人[5]
- 五女：久子 - 桑名松平定純夫人[5]

## 栄典
- 1919年（大正8年）5月10日 - 従五位[7]
- 1923年（大正12年）5月12日 - 正五位[8]
- 1929年（昭和4年）6月1日 - 従四位[9]
- 1931年（昭和6年）7月1日 - 公爵[10]
- 1940年（昭和15年）8月15日 - 紀元二千六百年祝典記念章[11]